# 9034 Олеюрія
9034 Олеюрія (9034 Oleyuria) — астероїд головного поясу, відкритий 26 серпня 1990 року.
Тіссеранів параметр щодо Юпітера — 3,370.
Названий на честь українського фортепіанного дуету Ольги Щербакової та Юрія Щербакова.